# Tranvia Portonaccio-Ciampino-Marino
La tranvia Portonaccio-Ciampino-Marino era una tranvia interurbana che per circa 9 anni collegò le località di Roma Portonaccio, Ciampino e Marino Laziale.
Alla sua chiusura fu sostituita, il 3 ottobre del 1889, dalla ferrovia Roma-Albano, detta anche ferrovia dei Castelli, che ne riutilizzò gran parte del tracciato.

## Storia

Lo snodo di Ciampino dopo l'attivazione della nuova stazione centrale; si può notare l'originario tracciato della Roma-Albano, originariamente della tranvia

Il primo tratto della tranvia, da Ciampino a Marino Laziale, venne attivato il 30 ottobre 1880, con tre mesi di ritardo rispetto alla data prevista. Il treno inaugurale partì dalla stazione Termini con un convoglio speciale composto da 9 carrozze di proprietà delle Strade Ferrate Romane (SFR) e da 3 locomotive dell'azienda tranviaria; giunse a Ciampino dopo aver percorso la tratta SFR con le massime autorità e ospiti illustri a bordo. Arrivato alla stazione di Ciampino Superiore, per evitare problemi causati dalle forti pendenze della tratta e dalla scarsa potenza delle locomotive, il convoglio venne spezzato in tre composizioni. Tuttavia il risultato non fu dei migliori: all'inizio della tratta di pendenza massima si dovettero lasciare a terra molte persone e spargere una notevole quantità di sabbia sulle rotaie. Nonostante ciò si riuscì ugualmente a raggiungere la stazione di Marino Laziale, allora ancora in costruzione.
Il 29 luglio 1882 la linea venne prolungata fino alla zona detta del Portonaccio, presso l'attuale stazione di Roma Tiburtina, dopo un collaudo effettuato il 14 luglio dello stesso anno, allacciandola alla tranvia Roma-Tivoli, anch'essa a vapore, che secondo i progetti doveva essere prolungata fino ad Albano.
Il 16 gennaio 1884 avvenne il passaggio di proprietà dalla Società Anonima dei Tramways e Ferrovie Economiche di Roma, Milano e Bologna (TFE) alla Società per la ferrovia Roma-Albano-Anzio-Nettuno (FAAN). Solo quattro anni dopo ne avvenne un altro, dalla FAAN alla Società Veneta per le imprese e costruzioni pubbliche (SV).
La linea fu soppressa definitivamente il 3 ottobre 1889, data di attivazione della ferrovia Roma-Albano che ne ricalcava in molti punti il tracciato.

## Caratteristiche
La tranvia era stata realizzata con lo scartamento ordinario, con una pendenza massima del 58 per mille e un raggio di curvatura minimo di 85 metri sulla tratta Ciampino-Marino.
Sul tratto Portonaccio-Ciampino la pendenza era del 28 per mille e il raggio di curvatura minimo era di 100 metri.

### Percorso
| Unknown route-map component "uexCONTgq" | Unknown route-map component "uexSTR+r" |  |

| Unknown route-map component "uexBHF" |

| Unknown route-map component "CONTg@Gq" | Unknown route-map component "uxmdKRZo" | Unknown route-map component "emdABZq+l" | Unknown route-map component "dCONTfq" |

| Unknown route-map component "d" | Unknown route-map component "uexvSHI2g+l-" |

|  | Unknown route-map component "uexABZgl" | Unknown route-map component "uexCONTfq" |

| Unknown route-map component "CONTgq" | Unused straight waterway + Unknown route-map component "kSTR2+r" | Unknown route-map component "kSTRc3" |

|  | Unknown route-map component "uexHST" | Unknown route-map component "kSTR+4" |

| Unknown route-map component "kSTRc2" | Unknown route-map component "uxmkKRZ3+lu" | Unknown route-map component "xABZgr" |

| Unknown route-map component "kSTR+1" | Unknown route-map component "uexBHF" | Unknown route-map component "exSTR" |

| Straight track | Unknown route-map component "uexHST" | Unknown route-map component "exSTR" |

| Station on track | Unused straight waterway | Unknown route-map component "exBHF" |

| Straight track | Unknown route-map component "exKRW+l" + Unused straight waterway | Unknown route-map component "exKRWgr" |

| Unknown route-map component "dCONTgq" | Unknown route-map component "exSTRq" + Unknown route-map component "ABZgr" | Unknown route-map component "uexmKRZu" | Unknown route-map component "exABZgr" | Unknown route-map component "d" |

| Unknown route-map component "d" | Unknown route-map component "ABZgl" | Unknown route-map component "uxmKRZo" | Unknown route-map component "eABZql" | Unknown route-map component "dCONTfq" |

| Unknown route-map component "STR2" | Unused straight waterway + Unknown route-map component "STRc3" |  |

| Unknown route-map component "STRc1" | Unused straight waterway + Unknown route-map component "STR+4" |  |

| Unknown route-map component "cd" |  | Unused straight waterway + One way leftward | Unknown route-map component "TUNNEL2q" | Unknown route-map component "cdSTR+r" |

| Unknown route-map component "cd" |  | Unused straight waterway | Unknown route-map component "STR+l" | Unknown route-map component "cdSTRr" |

|  | Unknown route-map component "uexKBHFe" | Station on track |

|  |  | Continuation forward |

Il percorso della tranvia iniziava nella località di Portonaccio e, dopo si staccava della preesistente tranvia a vapore Roma-Tivoli al chilometro 3+263, piegando verso il mare.
Dopo aver sottopassato grazie ad un ponte di ferro nei pressi della stazione di Roma Casilina la ferrovia Roma-Frascati, inaugurata nel 1857, la linea si affiancava al tracciato della "Pio-Latina", rimasto in esercizio fino al 1892 fino alla stazione di Ciampino Superiore, dove i tracciati si dividevano e la tranvia puntava dritta verso Marino Laziale, In questo tratto la linea correva in sede propria.
In uscita da Roma, seguita la via Portonaccio, la tranvia attraversava la via Prenestina in corrispondenza di largo Preneste, proseguendo per via dell'Acqua Bullicante. Attraversata via Casilina, il binario seguiva il percorso di via di Tor Pignattara; presso l'ex sanatorio Ramazzini veniva incrociato a raso il binario della ferrovia per Napoli, dopodiché si raggiungeva la via Appia fino alla prima fermata, originariamente denominata "del Tavolato" e successivamente ribattezzata Acqua Santa.
Abbandonata l'Appia e superata nuovamente la ferrovia per Napoli con un sottopasso, si seguiva la direttrice costituita da via Rapolla, via Gaminiana e vicolo delle Capannelle, dov'era presente la fermata omonima.
Nel 1892 venne soppresso l'originario percorso della ferrovia Pio-Latina, e al contempo venne realizzato un nuovo tracciato a doppio binario per le linee per Frascati, Velletri e la nuova linea per Napoli che scavalcava il tracciato della tranvia, allora già utilizzato dalla linea dei Castelli, attraverso un ponte in muratura.
Con la soppressione del tracciato originario della Roma-Albano passante per Ciampino Superiore nel 1939, il tracciato rimase per due anni in abbandono ma venne riutilizzato per il tracciato della tranvia STEFER Roma-Albano-Ariccia-Genzano-Velletri, poi soppresse del tutto nel 1980. A causa di ciò il tracciato è ancora evidente per una sua buona parte.

## Traffico
Il traffico che interessò la linea fu sia passeggeri sia merci; secondo degli orari d'epoca vi erano 3 corse di andata e ritorno con tempi di percorrenza di 75 minuti.
La fonte prevalente del traffico merci erano invece le cave di pietra poste in località Casabianca e in località Mura dei Francesi; infatti le pietre erano allora utilizzate per costruzione dei muraglioni del Tevere e la tranvia risultava un mezzo comodo per il trasporto dei materiali fino a Roma.

## Materiale rotabile

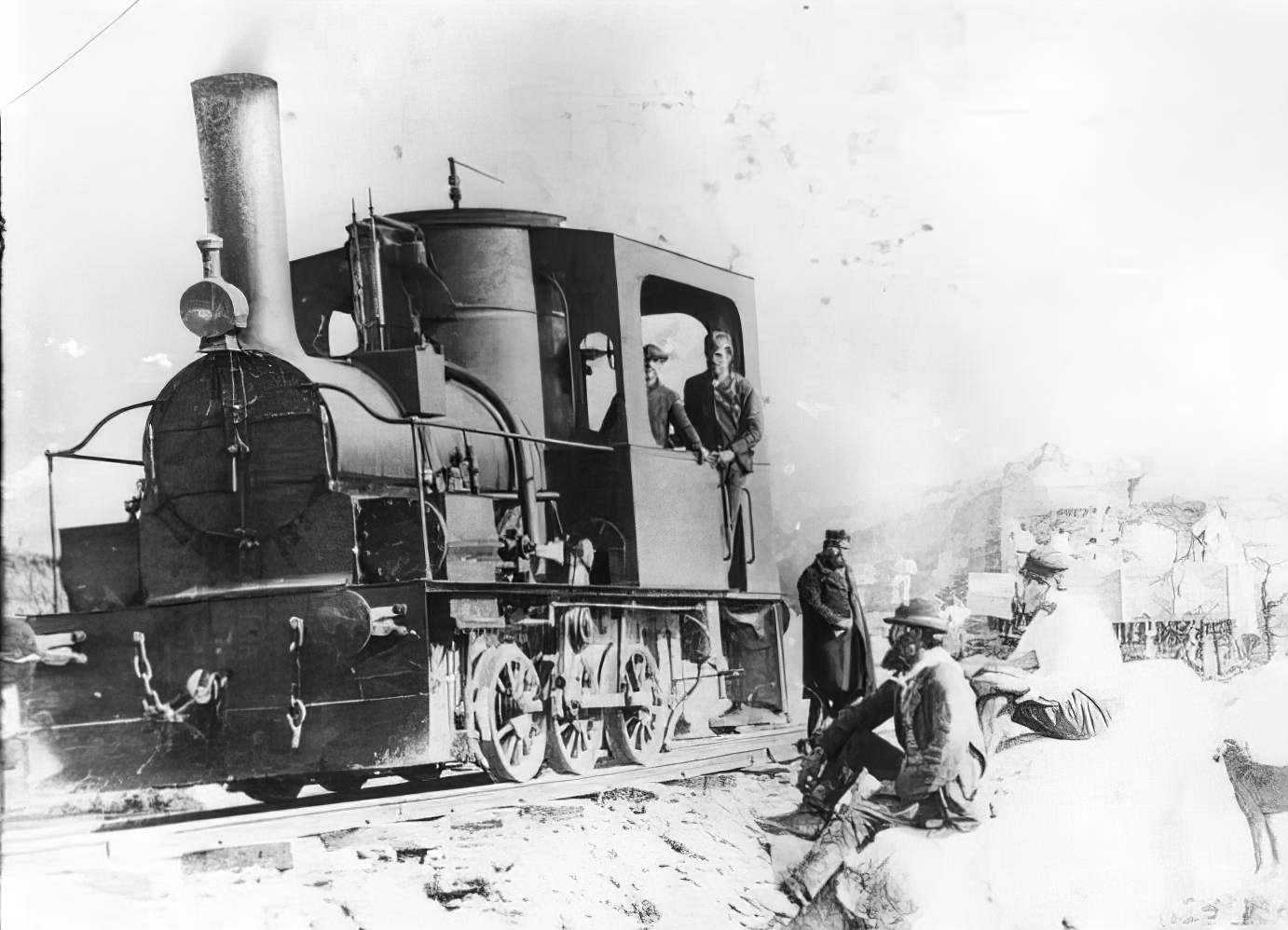
Una delle quattro locomotive di costruzione Carels su un raccordo sulla tratta Ciampino-Marino

Sulla linea vennero immesse dapprima 4 locomotive rodiggio 0-3-0T del 1879 di costruzione Carels (Gand), poi due Henschel 0-2-0T del 1880, poi trasferite sulla tranvia Roma-Tivoli e rinominate in C31 e C32.
Vennero immesse poi nel 1884 altre quattro macchine Krauss 0-3-0T che alla chiusura della linea passarono alle SFR. Nel 1885 furono acquistate due Henschel per conto della TFE, cedute, alla chiusura della linea, ad altre amministrazioni.
Nel 1918, quando la SFR fu assorbita dalle FS, due Krauss furono anch'esse assorbite ed entrarono a far parte del gruppo 812 mentre le altre due rifinirono sulla Roma-Tivoli con l'immatricolazione di 8123 e 8124.

### Annotazioni
1. ↑  Progressive chilometriche da Piazzale Tiburtino.